# Medizinische Fakultät Mannheim
Die Medizinische Fakultät Mannheim ist eine von zwei unabhängigen Medizinfakultäten der Ruprecht-Karls-Universität Heidelberg. Gemeinsam mit dem Universitätsklinikum Mannheim bildet sie die Universitätsmedizin in Mannheim. Derzeit sind knapp 1.600 Studierende an der Fakultät eingeschrieben, rund 60 Professoren sind in der Lehre tätig. Die Gebäude der Fakultät sind auf dem Gelände des Universitätsklinikums am Theodor-Kutzer-Ufer sowie in der nahe gelegenen Ludolf-Krehl-Straße konzentriert.
Der Modellstudiengang MaReCuM (Mannheimer Reformiertes Curriculum für Medizin und Medizinnahe Berufe) gliedert sich in einzelne Lehr- und Lernmodule, die die klassischen Fächergrenzen durchbrechen. Bereits während der Ausbildung können die Studierenden Schwerpunkte setzen, um sich in verschiedene Richtungen zu qualifizieren. Diese neigungsorientierte Studienausrichtung ist bundesweit einmalig.

## Geschichte
Schon Ende der 1950er Jahre zeichnete sich ab, dass die Kapazität der Heidelberger Fakultät für Medizin insbesondere im klinischen Studienabschnitt an ihre Grenzen stieß. Zur Entlastung wurde deshalb am 5. November 1964 die Mannheimer Fakultät als eine rechtlich unselbstständige Teilfakultät in der Schirmherrschaft der Medizinischen Fakultät Heidelberg als „Sektion D“ gegründet.

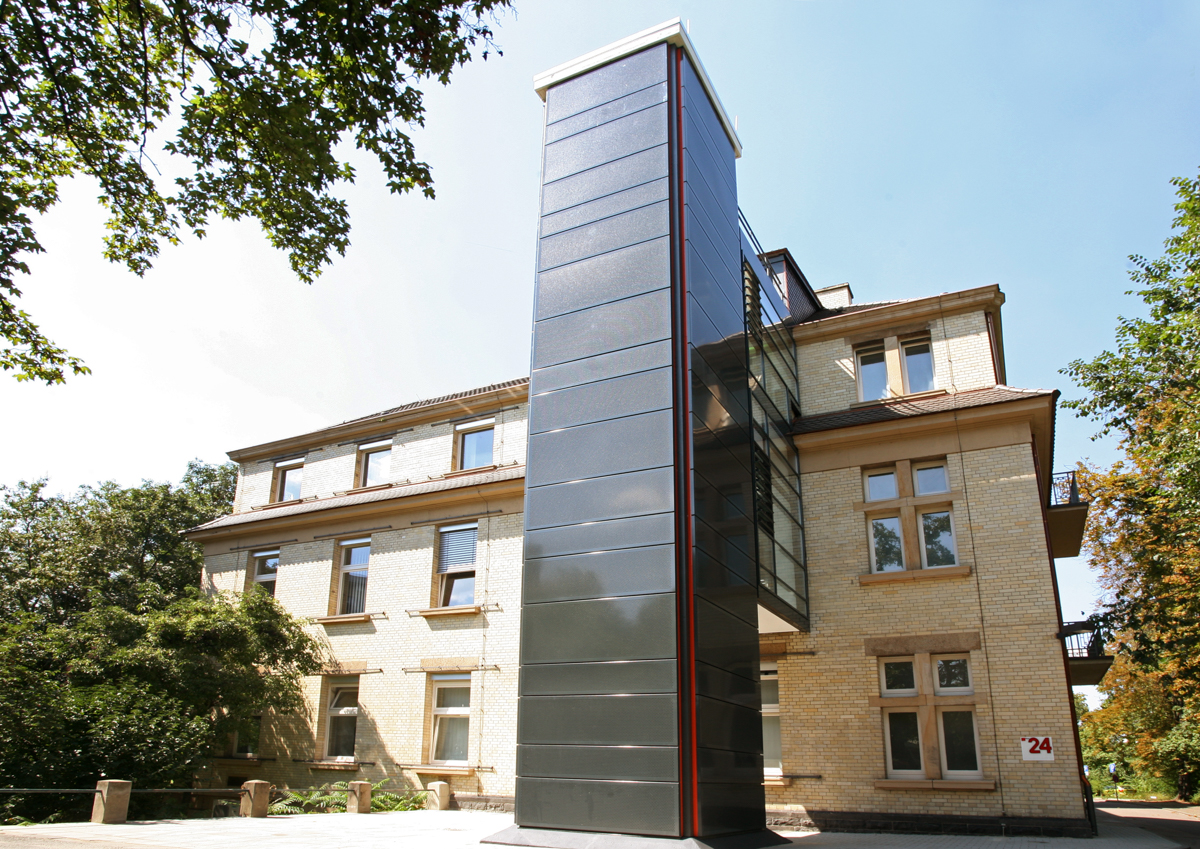
Haus der Fakultät auf dem Gelände der UMM am Theodor Kutzer-Ufer in Mannheim.

Am 17. Dezember 1969 konstituierte sich daraus die Fakultät für Klinische Medizin Mannheim als fünfte Medizinische Fakultät der Universität Heidelberg – neben den vier Fakultäten, die die Medizinische Gesamtfakultät Heidelberg ausmachten. Nach Maßgabe der Grundordnung der Universität ist sie seitdem eine völlig gleichberechtigte und eigenständige Fakultät in den akademischen Gremien der Universität Heidelberg, mit einem eigenen Promotions- und Habilitationsrecht.
Die Fakultät für Klinische Medizin Mannheim bildete von 1964 bis 2006 am Universitätsklinikum Mannheim (bis 1998 Klinikum der Stadt Mannheim) Studierende der Medizin ausschließlich im klinischen Teil ihres Studiums aus, nachdem diese ihre vorklinische Ausbildung in Heidelberg absolviert hatten. Im Wintersemester 2006/2007 erlangte die Fakultät mit dem Aufbau des innovativen Modellstudiengangs MaReCuM und damit verbunden der Einrichtung einer Vorklinik den Status einer Vollfakultät. Die Medizinische Fakultät Mannheim der Universität Heidelberg ist seitdem die fünfte Medizinische Vollfakultät des Landes Baden-Württemberg.

## Mannheimer Reformiertes Curriculum für Medizin und Medizinnahe Berufe
Jedes Jahr werden rund 240 Bewerber für das Studium der Humanmedizin in Mannheim zugelassen. Insgesamt zählt die Medizinische Fakultät Mannheim rund 1.600 Studierende.

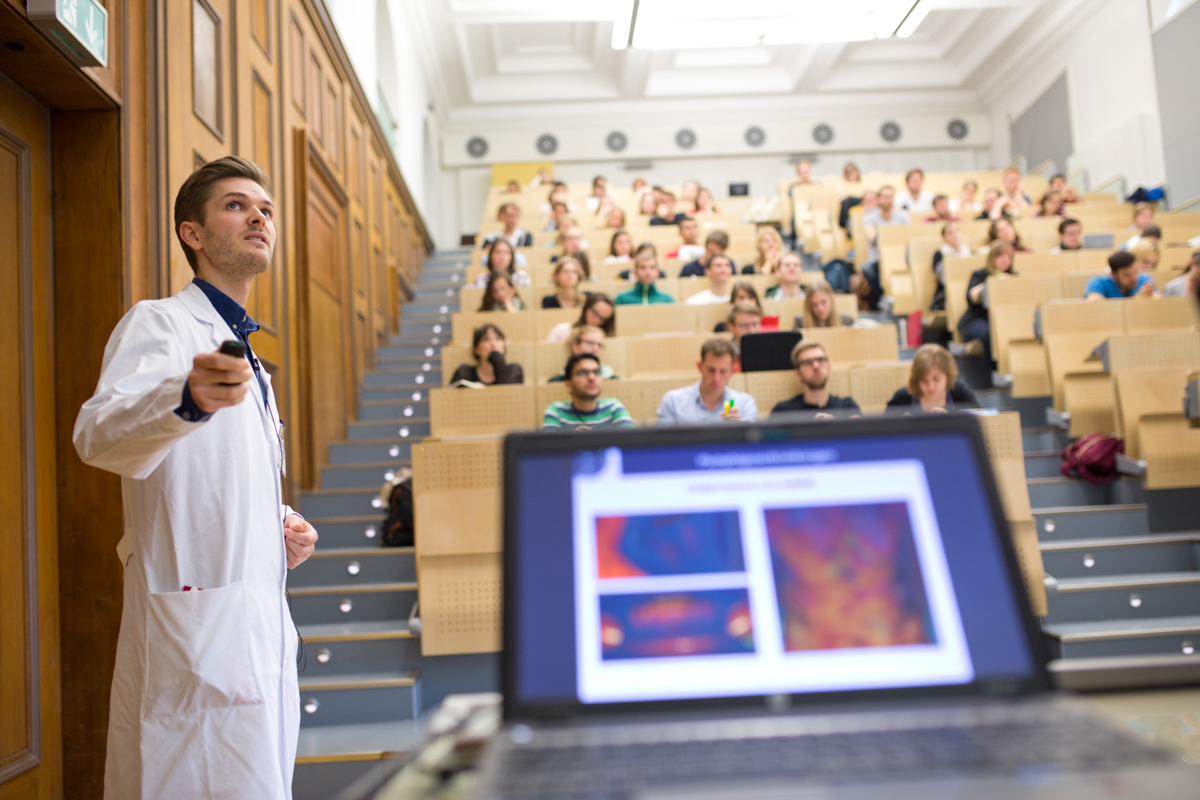
Vorlesung im großen Hörsaal 1.

Klassische Fachgrenzen werden in Grund- und Hauptstudium durchbrochen, im Mittelpunkt stehen Themen, Organe, Krankheiten. MaReCuM bietet die Möglichkeit, schon während der Ausbildung Qualifizierungsschwerpunkte zu setzen. Zum Beispiel mit Wahlfächern mit Fokus auf die klinisch-praktische und forschungsorientierte Ausbildung unter Berücksichtigung von gesundheitsökonomischen Aspekten, ergänzt durch das darauf abgestimmte vorklinische Wahlfachprogramm.

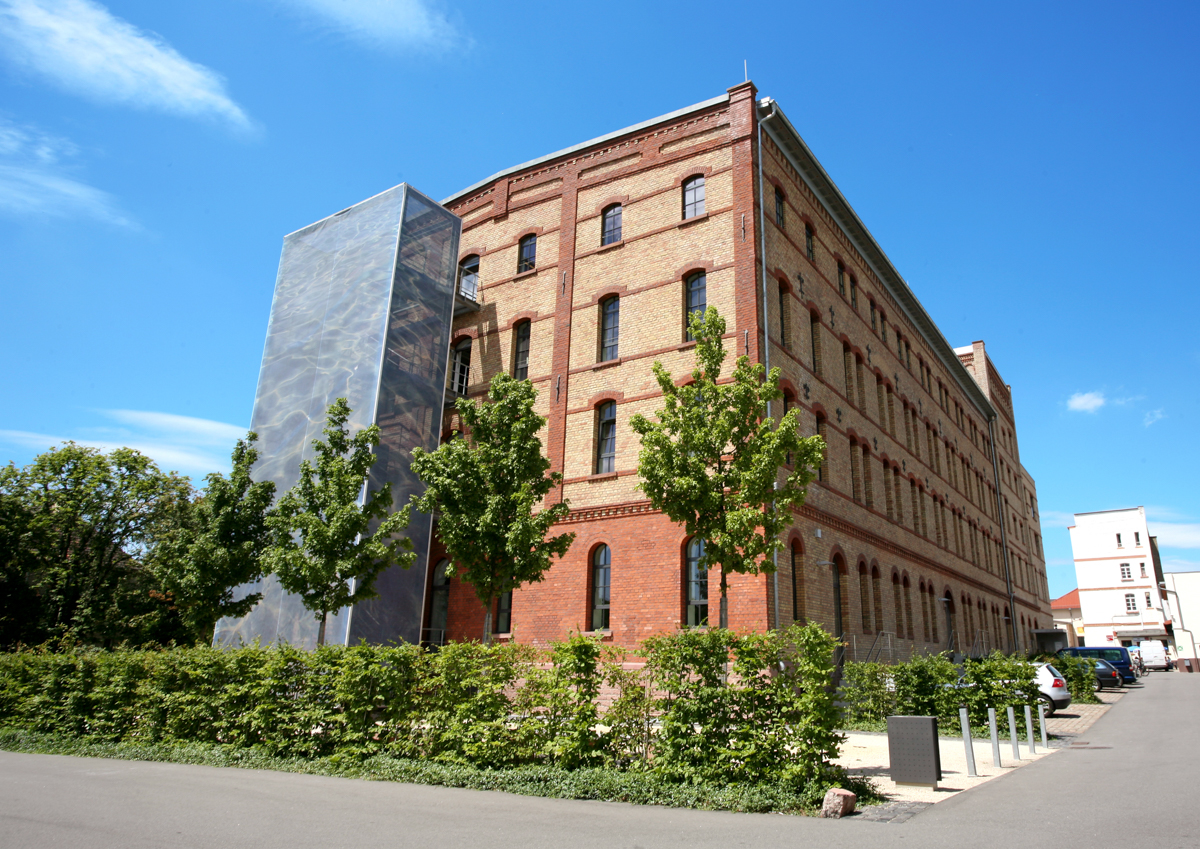
Die Alte Brauerei an der Röntgenstraße. Hier befinden sich Seminarräume der Medizinischen Fakultät.

Die Unterteilung in vier Abschnitte ermöglicht eine größere Neigungsorientierung in der Gestaltung des Praktischen Jahrs. Das vierte Quartal wird innerhalb von MaReCuM bundesweit einmalig als Ambulanz-Quartal in Hochschulambulanzen und in Kooperation mit Lehrpraxen durchgeführt. MaReCum vermittelt gezielt und fundiert ärztliche Fähigkeiten und Kompetenzen. Dazu gehört die Befähigung zum Erkennen und Lösen medizinischer Herausforderungen, die Kommunikation mit Kollegen und Patienten sowie das fachliche Fundament für eine lebenslange Weiterentwicklung als Arzt.
MaReCuM ist einer der Pioniere für mehr Wissenschaftlichkeit im Medizinstudium, etwa mit der Junior Scientific Masterclass oder der Forschungsarbeit. Eine Arbeitsgruppe entwickelt Konzepte, wie wissenschaftliches Arbeiten im gesamten Studiumsverlauf verankert werden kann.
Die zwei Masterstudiengänge Biomedical Engineering und Translational Medical Research ergänzen das Ausbildungsangebot der Mannheimer Medizinfakultät. Die Masterstudiengänge sind international ausgerichtet, werden in englischer Sprache unterrichtet und führen zu einem Master of Science (MSc.) Abschluss.

## Forschung

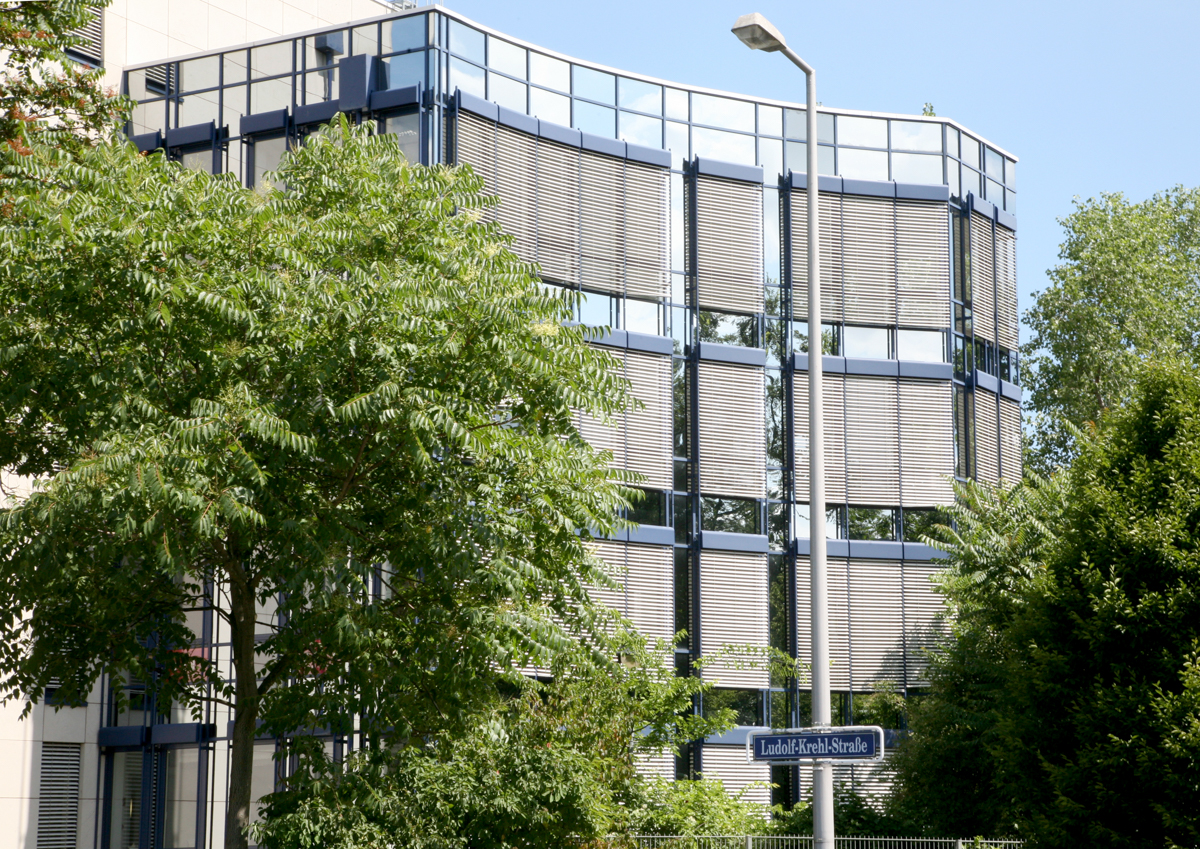
Das sogenannte Tridomusgebäude beherbergt die Arbeitsgruppen und Einrichtungen des CBTM sowie Verwaltungseinheiten der Fakultät.

Die Medizinische Fakultät Mannheim betreibt vier Forschungsschwerpunkte: Medical Systems Technologies, Vaskuläre Biologie und Medizin, Onkologie sowie Translationale Neurowissenschaften. In den kommenden Jahren soll die Fakultät in den FSP insbesondere im Hinblick auf das „Leben mit Krankheit“ und im Besonderen die Erforschung und Behandlung der chronifizierten Krebserkrankung weiterentwickelt werden.

## Universitätsmedizin Mannheim
Die Universitätsmedizin Mannheim (UMM) besteht aus dem kommunalen Universitätsklinikum Mannheim im Verbund mit der Medizinischen Fakultät Mannheim der Universität Heidelberg. Die Zusammenarbeit ist in der Rahmenvereinbarung zwischen Land Baden-Württemberg, Stadt Mannheim, Universität Heidelberg und Universitätsklinikum Mannheim vom Juli 2015 neu geregelt worden.
Im gemeinsamen Leitungsgremium, dem so genannten Verwaltungsrat, wirken Fakultät und Universitätsklinikum gleichberechtigt zusammen. Forschung und Lehre werden als eigene Unternehmensziele der Universitätsmedizin Mannheim festgeschrieben. Außerdem ist festgelegt, dass das Universitätsklinikum von zwei gleichberechtigten Geschäftsführern geleitet wird, von denen einer medizinisch-wissenschaftlich qualifiziert sein muss.